# 章竹君
章竹君（1938年—2023年3月9日），男，汉族，四川成都人，中国分析化学家、化学教育家，曾任陕西师范大学教授、博士生导师。